# Harlech
Harlech är en ort och community i Storbritannien.   Den ligger i kommunen Gwynedd och riksdelen Wales, i den södra delen av landet, 300 km nordväst om huvudstaden London. Antalet invånare är 1 447.  Orten domineras av borgen Harlech Castle.